# Макконнелл-Серио, Сьюзи
Сюзанна Тереза «Сьюзи» Макконнелл-Серио (англ. Suzanne Theresa "Suzie" McConnell-Serio; род. 29 июля 1966 года в Питтсбурге, Пенсильвания, США) — американская профессиональная баскетболистка, выступавшая в женской национальной баскетбольной ассоциации. Она была выбрана на драфта ВНБА 1998 года во втором раунде под 16-м номером клубом «Кливленд Рокерс». Играла в амплуа разыгрывающего защитника. Спустя три года после окончания университета возглавила тренерский штаб школьной команды «Окленд Католик Иглс». В последнее время являлась главным тренером студенческой команды «Питтсбург Пантерс».

## Ранние годы
Сьюзи Макконнелл родилась 29 июля 1966 года в городе Питтсбург (штат Пенсильвания), у неё есть два брата, Том и Тим, и две сестры, Кэти и Морин, к тому же у неё есть племянник, Ти Джей Макконнелл, сын Тима, действующий игрок НБА, защищающий цвета команды «Филадельфия-76», а училась она там же в католической школе Сетон-Ла-Салль, в которой выступала за местную баскетбольную команду.